# Saku Ylätupa
Saku Ylätupa, född 4 augusti 1999 i Esbo, är en finländsk fotbollsspelare som spelar för Kalmar FF.

## Karriär

### Tidig karriär
Ylätupa började som sjuåring spela fotboll i LePa. Därefter spelade han juniorfotboll i FC Espoo. Efter det gick Ylätupa till HJK Helsingfors, där det under säsongen 2015 och 2016 blev spel i klubbens reservlag, Klubi 04. Under 2016 fick han även spela för HJK Helsingfors i Finska cupen och i Ligacupen.

### RoPS
2017 lånades Ylätupa ut till RoPS. Han debuterade den 12 april 2017 i en 6–2-förlust mot Inter Åbo. Den 17 april 2017 gjorde Ylätupa sina två första mål för RoPS i en 4–2-förlust mot VPS. Totalt spelade han 17 matcher och gjorde tre mål i Tipsligan 2017.

### Ajax
Den 21 juli 2017 värvades Ylätupa av nederländska Ajax, där han skrev på ett treårskontrakt. Han spelade under 2017 och 2018 för klubbens U19- och reservlag.

### AIK
Den 29 januari 2019 värvades Ylätupa av AIK, där han skrev på ett fyraårskontrakt. Ylätupa gjorde allsvensk debut den 31 mars 2019 i en 0–0-match mot Östersunds FK. Den 3 september 2020 lånades Ylätupa ut till IFK Mariehamn på ett låneavtal över resten av säsongen.

### GIF Sundsvall
Den 10 januari 2022 värvades Ylätupa av GIF Sundsvall, där han skrev på ett treårskontrakt.

### Kalmar FF
Den 16 januari 2023 värvades Ylätupa av Kalmar FF, där han skrev på ett treårskontrakt. Den 5 januari 2024 lånades Ylätupa ut till danska FC Helsingør på ett låneavtal fram till sommaren.

## Landslagskarriär
Ylätupa debuterade för Finlands landslag den 8 januari 2019 i en 1–0-vinst över Sverige, där han blev inbytt i den 68:e minuten mot Lassi Lappalainen.